# Championnats du monde de ski nordique 1935
Championnats du monde de ski nordique. L'édition 1935 s'est déroulée à Vysoke Tatry (Tchécoslovaquie) du 13 février au 18 février.

## Palmarès

### Ski de fond

#### Hommes
| Épreuve                                     | Or                                                               | Argent                                                                | Bronze                                                                  |
| 15 février : Ski de fond 18 km H            | Klaes Karppinen                                                  | Oddbjørn Hagen                                                        | Olaf Hoffsbakken                                                        |
| 17 février : Ski de fond 50 km H            | Nils-Joel Englund                                                | Klaes Karppinen                                                       | Trygve Brodahl                                                          |
| 18 février : Ski de fond Relais 4 × 10 km H | Finlande Mikko Husu Klaes Karppinen Väinö Liikkanen Sulo Nurmela | Norvège Sverre Brodahl Bjarne Iversen Olaf Hoffsbakken Oddbjørn Hagen | Suède Halvar Moritz Erik August Larsson Martin Matsbo Nils-Joel Englund |

### Combiné nordique
| Épreuve                                   | Or             | Argent        | Bronze       |
| 13 février : Combiné nordique K90 / 15 km | Oddbjørn Hagen | Lauri Valonen | Willy Bogner |

### Saut à ski
| Épreuve                     | Or          | Argent          | Bronze       |
| 13 février : Saut à ski K70 | Birger Ruud | Reidar Andersen | Alf Andersen |

### Tableau des Médailles
| Place | Nation    | Médaille d'or | Médaille d'argent | Médaille de bronze | Total |
| ----- | --------- | ------------- | ----------------- | ------------------ | ----- |
| 1     | Norvège   | 2             | 3                 | 3                  | 8     |
| 2     | Finlande  | 2             | 2                 | 0                  | 4     |
| 3     | Suède     | 1             | 0                 | 1                  | 2     |
| 4     | Allemagne | 0             | 0                 | 1                  | 1     |